# Irish American Football League 2009
La Irish American Football League 2009 è stata la 23ª edizione del campionato irlandese di football americano di primo livello, organizzato dalla IAFL.

## Squadre partecipanti
| Club                  | Città         | Stadio | Sponsor ufficiale | Risultato nella stagione 2008 |
| --------------------- | ------------- | ------ | ----------------- | ----------------------------- |
| Belfast Trojans       | Belfast       |        |                   |                               |
| Carrickfergus Knights | Carrickfergus |        |                   |                               |
| Cork Admirals         | Cork          |        |                   |                               |
| DCU Saints            | Dublino       |        |                   |                               |
| Dublin Rebels         | Dublino       |        |                   |                               |
| UL Vikings            | Limerick      |        |                   |                               |
| West Dublin Rhinos    | Dublino       |        |                   |                               |

## Stagione regolare

### Calendario

#### 1ª giornata
| 29 marzo 2009 | UL Vikings | 49 – 0 | Belfast Trojans |  |

| 29 marzo 2009 | DCU Saints | 18 – 18 | West Dublin Rhinos |  |

| 29 marzo 2009 | Dublin Rebels | 41 – 7 | Carrickfergus Knights |  |

#### 2ª giornata
| 5 aprile 2009 | Belfast Trojans | 22 – 12 | Cork Admirals |  |

| 5 aprile 2009 | Carrickfergus Knights | 19 – 6 | DCU Saints |  |

| 5 aprile 2009 | UL Vikings | 7 – 12 | Dublin Rebels |  |

#### 3ª giornata
| 19 aprile 2009 | Carrickfergus Knights | 34 – 6 | West Dublin Rhinos |  |

| 19 aprile 2009 | Cork Admirals | 14 – 32 | Dublin Rebels |  |

| 19 aprile 2009 | DCU Saints | 0 – 30 | UL Vikings |  |

#### 4ª giornata
| 26 aprile 2009 | DCU Saints | 26 – 22 | Belfast Trojans |  |

| 26 aprile 2009 | Dublin Rebels | 14 – 14 | UL Vikings |  |

| 26 aprile 2009 | West Dublin Rhinos | 0 – 36 | Cork Admirals |  |

#### 5ª giornata
| 10 maggio 2009 | Cork Admirals | 18 – 19 | Carrickfergus Knights |  |

| 10 maggio 2009 | Dublin Rebels | 47 – 16 | Belfast Trojans |  |

| 10 maggio 2009 | West Dublin Rhinos | 14 – 22 | DCU Saints |  |

#### 6ª giornata
| 24 maggio 2009 | Belfast Trojans | 18 – 23 | Carrickfergus Knights |  |

| 24 maggio 2009 | UL Vikings | 9 – 6 | Cork Admirals |  |

| 24 maggio 2009 | West Dublin Rhinos | 0 – 47 | Dublin Rebels |  |

#### 7ª giornata
| 31 maggio 2009 | Carrickfergus Knights | 14 – 17 | UL Vikings |  |

| 31 maggio 2009 | Cork Admirals | 52 – 0 | DCU Saints |  |

#### 8ª giornata
| 7 giugno 2009 | Belfast Trojans | 6 – 56 | Dublin Rebels |  |

#### 9ª giornata
| 14 giugno 2009 | Belfast Trojans | 52 – 9 | West Dublin Rhinos |  |

| 14 giugno 2009 | Cork Admirals | 0 – 45 | UL Vikings |  |

| 14 giugno 2009 | Dublin Rebels | 27 – 6 | DCU Saints |  |

#### 10ª giornata
| 21 giugno 2009 | West Dublin Rhinos | 7 – 27 | Carrickfergus Knights |  |

#### 11ª giornata
| 5 luglio 2009 | Carrickfergus Knights | 28 – 0 | Belfast Trojans |  |

| 5 luglio 2009 | DCU Saints | 8 – 0 | Cork Admirals |  |

| 5 luglio 2009 | UL Vikings | 41 – 0 | West Dublin Rhinos |  |

### Classifica
La classifica della regular season è la seguente.
- PCT = percentuale di vittorie, G = partite giocate, V = partite vinte,  P = partite perse, PF = punti fatti, PS = punti subiti

| Pos. | Squadra               | PCT  | G | V | N | P | PF  | PS  |
| ---- | --------------------- | ---- | - | - | - | - | --- | --- |
| 1    | Dublin Rebels         | .938 | 8 | 7 | 1 | 0 | 276 | 70  |
| 2    | UL Vikings            | .813 | 8 | 6 | 1 | 1 | 212 | 46  |
| 3    | Carrickfergus Knights | .750 | 8 | 6 | 0 | 2 | 171 | 113 |
| 4    | DCU Saints            | .438 | 8 | 3 | 1 | 4 | 86  | 182 |
| 5    | Belfast Trojans       | .250 | 8 | 2 | 0 | 6 | 136 | 250 |
| 6    | Cork Admirals         | .250 | 8 | 2 | 0 | 6 | 138 | 135 |
| 7    | West Dublin Rhinos    | .063 | 8 | 0 | 1 | 7 | 54  | 277 |

## Playoff

### Tabellone
|  | Semifinali | Semifinali            | Semifinali |            |        | XXIII Shamrock Bowl | XXIII Shamrock Bowl | XXIII Shamrock Bowl |  |
|  |            |                       |            |            |        |                     |                     |                     |  |
|  | 1          | Dublin Rebels         | 38         |            |        |                     |                     |                     |  |
|  | 1          | Dublin Rebels         | 38         |            |        |                     |                     |                     |  |
|  | 4          | DCU Saints            | 0          |            |        |                     |                     |                     |  |
|  | 4          | DCU Saints            | 0          |            | 1      | Dublin Rebels       | 6                   |                     |  |
|  |            |                       |            |            | 1      | Dublin Rebels       | 6                   |                     |  |
|  |            |                       | 2          | UL Vikings | 9 o.t. |                     |                     |                     |  |
|  | 2          | UL Vikings            | 2          | UL Vikings | 9 o.t. | 20                  |                     |                     |  |
|  | 2          | UL Vikings            |            |            |        |                     |                     |                     |  |
|  | 3          | Carrickfergus Knights | 0          |            |        |                     |                     |                     |  |

### Semifinali
| 26 luglio 2009 | Dublin Rebels | 38 – 0 | DCU Saints |  |

| 26 luglio 2009 | UL Vikings | 20 – 0 | Carrickfergus Knights |  |

### XXIII Shamrock Bowl
| 9 agosto 2009 | Dublin Rebels | 6 – 9 (d.t.s.) (0-0 6-6 0-0 0-0 0-3) | UL Vikings |  |

## Verdetti
- UL Vikings Campioni dell'Irlanda 2009